# Мохамед Наджиб Ахмад Дава
Мохамед Наджиб Ахмад Дава (малайск.  Mohamed Najib Ahmad Dawa; 7 июня 1954, Карак, Паханг) — малайзийский художник, педагог, генеральный директор Национальной художественной галереи (2007—2009 гг. и с 2016 г.).

## Краткая биография
В 1977 году закончил Педагогический колледж султана Идриса (Перак), в 1989 году — Университет наук Малайзии (Пинанг), в 1992 г. — магистратуру Городского университета Манчестера (Англия), в 1995 году — там же докторантуру. В 1977—1989 гг. работал в Министерстве образования, в 1989—1995 гг. — преподаватель Университета наук Малайзии. В 2005—2007 — декан Школы искусств Университет наук Малайзии, в 2007—2009 — Генеральный директор Национальной художественной галереи, в 2009 — ректор Академии искусства и народного наследия, в 2010—2016 — профессор Педагогического университета султана Идриса, с 2015 г. — снова Генеральный директор Национальной художественной галереи.

## Творчество
Работает в технике батика. Наиболее известные работы: «Росток батика» (1984), «Возвращение к главному» (1997). Картины выставлялись на выставках в Малайзии, Англии, США, Франции, Южной Америке, Китае, Брунее, Таиланде, Маврикии, Реюньоне.

## Семья
- Жена Ида Маймун Исмаил

## Публикации
- Malaysian Batik : Textbook for the Institute Kraftangan Negara, 2000
- Pameran Seni Lukis Antarabangsa KATAHANEGARA; Kedah; 2003.
- Passerelles — 3, Rencontre Visuelle Malaise, Ile Maurice; 2004.
- «Siti Nurbaya» — Warisan Seni Etnik dan Tradisi; Balai Seni Lukis Negara; 2004.
- Craft of Malaysia — Chapter on Textiles — Batik and Songket; Perbadanan Kemajuan Kraftangan Malaysia; 2006.
- Simbiosis : keharmonian seni tradisional dan seni digital kontemporari = symbiosis : complementing traditional and contemporary digital art in harmony / Ketua editor, Prof. Dato' Dr. Mohamed Najib Ahmad Dawa; terjemahan, NurHanim Khairuddin. Kuala Lumpur : Balai Seni Visual Negara, 2016. ISBN 9789670914039

## Выставки
- «Четыре плюс четыре» (Художественная галерея Пинанга, 1997)
- «Оазис» (Галерея «Адиварна» Университета наук Малайзии, 2003)